# Kelly Buchberger
Kelly Michael Buchberger (* 2. Dezember 1966 in Langenburg, Saskatchewan) ist ein ehemaliger kanadischer Eishockeyspieler und derzeitiger -trainer, der im Verlauf seiner aktiven Karriere zwischen 1983 und 2004 unter anderem 1279 Spiele für die Edmonton Oilers, Atlanta Thrashers, Los Angeles Kings, Phoenix Coyotes und Pittsburgh Penguins in der National Hockey League auf der Position des rechten Flügelstürmers bestritten hat. Buchberger, der der Spielertyp des Enforcers verkörperte, gewann in Diensten der Edmonton Oilers in den Jahren 1987 und 1990 insgesamt zweimal den Stanley Cup. Darüber hinaus wurde er im Trikot der kanadischen Nationalmannschaft im Jahr 1994 Weltmeister.

## Karriere
Kelly Buchberger begann seine Karriere als Eishockeyspieler bei den Moose Jaw Warriors, für die er von 1984 bis 1986 in der Western Hockey League aktiv war. In dieser Zeit wurde er während des NHL Entry Draft 1985 in der neunten Runde als insgesamt 188. Spieler von den Edmonton Oilers ausgewählt. Für das NHL-Team der Oilers gab der Flügelspieler in den Stanley-Cup-Finalspielen der Spielzeit 1986/87 sein Debüt. Die Finalserie wurde von den Oilers gewonnen, so dass Buchberger in seiner Rookie-Saison seinen ersten Stanley Cup gewann. Drei Jahre später gewann er mit den Oilers zum zweiten Mal den Pokal. Zwar gewann Edmonton diesen auch 1987/88, jedoch spielte der Angreifer in dieser Spielzeit hauptsächlich in deren Farmteam, wo er für die Nova Scotia Oilers aus der American Hockey League auf dem Eis stand.
Am 25. Juni 1999 wurde der Kanadier im NHL Expansion Draft 1999 von den Atlanta Thrashers ausgewählt und verließ somit als letzter Spieler, der mit den Oilers einen Stanley Cup gewann, Edmonton. Noch kurz vor dem Ende der Trade Deadline im März 2000 wurde Buchberger an die Los Angeles Kings abgegeben, für die er bis 2002 spielte. Seine letzten beiden Stationen als Spieler waren in der Spielzeit 2002/03 die Phoenix Coyotes und 2003/04 die Pittsburgh Penguins.
Unmittelbar nach seinem Karriereende wurde Buchberger in der Saison 2004/05 Assistenztrainer bei den Edmonton Road Runners aus der American Hockey League, dem damaligen Farmteam seines langjährigen Arbeitgebers, der Edmonton Oilers. Im Anschluss an diese Spielzeit wurde er in das Management des Vereins als Development Coach aufgenommen. Während der Saison 2007/08 arbeitete Buchberger erstmals als Cheftrainer, als er mit den Springfield Falcons, Edmontons AHL-Farmteam, die Playoffs verpasste. Dennoch wurde er vor der Saison 2008/09 als Assistenztrainer in den Trainerstab der Edmonton Oilers aufgenommen. Diesen Posten hatte er bis Juni 2014 inne, als er die Stelle des Assistenztrainers an Craig Ramsay abtrat und fortan selbst für die Spielerentwicklung zuständig ist.
Zur Saison 2017/18 wechselte er als Assistenztrainer von den Oilers zu den New York Islanders, wurde nach einem Jahr jedoch wieder entlassen. Vom Beginn der Saison 2018/19 an war er für drei Spielzeiten Cheftrainer der Tri-City Americans aus der Western Hockey League. Zur Spielzeit 2021/22 wurde er von den Rocket de Laval aus der AHL als Assistenztrainer verpflichtet.

### International
Für Kanada nahm Buchberger an den Weltmeisterschaften 1993, 1994 und 1996 teil. Bei der Weltmeisterschaft 1994 wurde Buchberger mit seinem Team Weltmeister, 1996 Vize-Weltmeister.

## Erfolge und Auszeichnungen
- 1987 Stanley-Cup-Gewinn mit den Edmonton Oilers
- 1990 Stanley-Cup-Gewinn mit den Edmonton Oilers
- 1994 Goldmedaille bei der Weltmeisterschaft
- 1996 Silbermedaille bei der Weltmeisterschaft

## Karrierestatistik

### International
Vertrat Kanada bei:
- Weltmeisterschaft 1993
- Weltmeisterschaft 1994
- Weltmeisterschaft 1996

(Legende zur Spielerstatistik: Sp oder GP = absolvierte Spiele; T oder G = erzielte Tore; V oder A = erzielte Assists; Pkt oder Pts = erzielte Scorerpunkte; SM oder PIM = erhaltene Strafminuten; +/− = Plus/Minus-Bilanz; PP = erzielte Überzahltore; SH = erzielte Unterzahltore; GW = erzielte Siegtore; 1 Play-downs/Relegation; Kursiv: Statistik nicht vollständig)